# 0,05. Доказательная медицина от магии до поисков бессмертия
«0,05. Доказательная медицина от магии до поисков бессмертия» — научно-популярная книга Петра Талантова про историю доказательной медицины. Автор раскрывает тему гомеопатии, детоксикации и лекарств, которые в действительности не способны вылечить кого-либо. Эта книга содержит не только исторические факты, но и предостережения. 0,05 в названии книги — это отсылка к пороговому значению для теста на статистическую значимость. Если значимость превышает 0,05 — считается, что эффект не может быть достигнут. Книга Петра Талантова одержала победу в номинации «Естественные и точные науки» премии «Просветитель» в области научно-популярной литературы в 2019 году. В 2020 году книга победила в номинации «Шаг вперед» литературно-медицинской премии «Здравомыслие».

## История
Пётр Талантов считает, что его книга написана не про историю медицины, а про методы доказательной медицины, но некоторые моменты в ней рассматриваются через историю медицины. В своей книге он раскрывает проблемы этической медицины на исторических примерах XX века. Доказательная медицина считается относительно новым направлением в историческом плане, которое не так давно появилось у человечества. Она все ещё пересматривает те подходы, которые применяются сегодня. Книга нашла отклик у врачей, студентов-медиков, а также людей, которые не имеют к медицине никакого отношения, но книга им кажется легкой и понятной. Пётр Талантов описал историю превращения околонаучных фактов и магических практик до доказательной медицины.
Автор Пётр Талантов за написание книги «0,05. Доказательная медицина от магии до поисков бессмертия» стал финалистом премии в области научно-популярной литературы «Просветитель», которая была учреждена в 2008 году основателем Фонда некоммерческих программ «Династия» Дмитрием Зиминым. Победу он одержал в номинации «Естественные и точные науки».
В 2020 году книга победила в номинации «Шаг вперед» литературно-медицинской премии «Здравомыслие».

## Содержание
Книга разделена на 6 частей: «Маги и философы», «Экспериментаторы и математики», «Герои и мерзавцы», «Детективы и убийцы», «Мошенники и исследователи», «Врачи, маркетологи…и снова маги».
В части «Маги и философы» рассказывается о той медицине, которую практиковали в древности. В «Экспериментаторах и математиках» о том, как приживался принцип рандомизации в медицине. В «Героях и мерзавцах» о медицинских экспериментах над людьми и животными. В части «Врачи, маркетологи…и снова маги» есть информация о БАДах, альтернативной медицине. Критерий 0,05, который указан в названии книги, указывает на то, насколько данным можно доверять.
В книге приведены исторические факты. Так, уже в XVIII веке был использован научный метод, но из-за того, что мнения у врачей насчет его применения не совпали, погибло огромное количество британских моряков. Объясняется, почему в XIX веке гомеопатия была безопаснее официальной медицины.
В книге есть информация о клинических испытаниях, о биохакерах.

## Критика
Эксперт Всенауки Александр Балакирев отмечает, что книга содержит много поучительных исторических рассказов о том, как развивалась современная медицина и как проходят медицинские исследования, и почему иногда врач не может гарантировать результат.
Полина Симарева отмечает, что книга хороша для понимания термина «доказательная медицина» и на чём была основана магическая медицина.
Литературный критик Александр Гаврилов в своем обзоре отмечает спокойный, ясный тон и основательность утверждений. Талантов написал свою книгу доказательно и убедительно по истории и практике доказательной медицины.